# Tantrism
Tantrism är en indisk religiös riktning med ursprung i shaktismen men med utbredning inom både hinduism och buddhism, och med starka magiska inslag.
Termen tantrism är en europeisk uppfinning från 1800-talet som inte finns i något asiatiskt språk; jämför "sufism", av liknande orientalistiskt ursprung. Enligt författaren André Padoux är tantrism en västerländsk term och ett västerländskt begrepp, inte en kategori som används av tantriker själva. Termen introducerades av indologer från 1800-talet, med begränsad kunskap om Indien och enligt vars uppfattning tantrism var en särskild, ovanlig och minoritetspraxis i kontrast till indiska traditioner som de trodde var mainstream.
Robert Brown noterar på liknande sätt att "tantrism" är en konstruktion av västerländsk stipendium, inte ett begrepp inom själva det religiösa systemet. Han definierar tantrism som en apologetisk etikett av västerlänningar för ett system som de föga förstår som "inte är sammanhängande" och som är "en ackumulerad uppsättning praxis och idéer från olika källor, som har varierat mellan dess utövare inom en grupp, varierad mellan grupper, över geografiska områden och över dess historia". Det är ett system, tillägger Brown, som ger varje följare friheten att blanda tantriska element med icke-tantriska aspekter, att utmana och överträda alla normer, experimentera med "det vardagliga för att nå det övermanliga".